# Graseule (Art)
Die Graseule (Tyto longimembris), zuweilen Östliche Graseule  genannt, ist eine Art aus der Gattung der Schleiereulen (Tyto). Die Art ist in verschiedenen Unterarten über Teile  Asiens und Australiens verbreitet.

## Merkmale

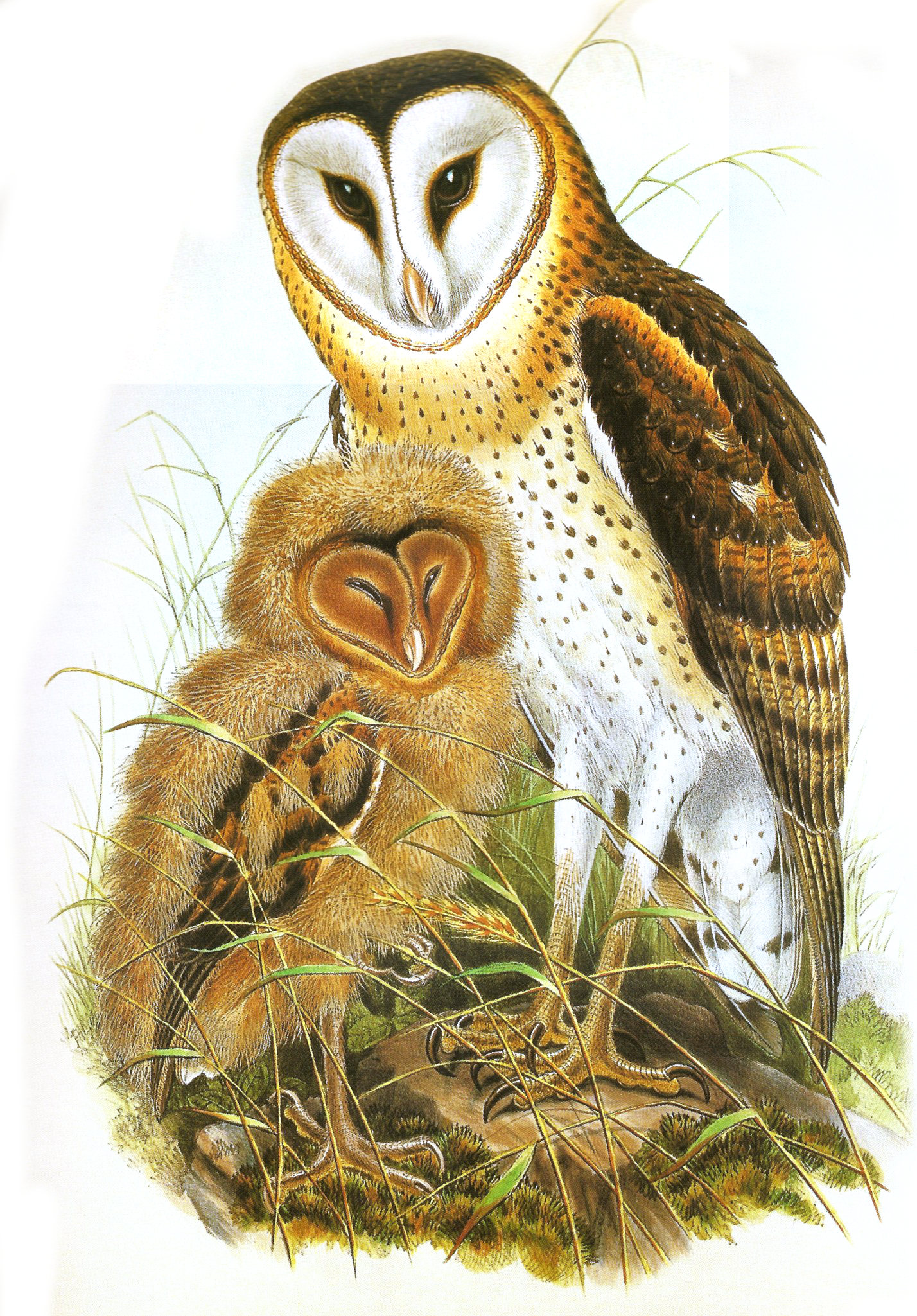
Graseulen (Jung- und Altvogel), Illustration

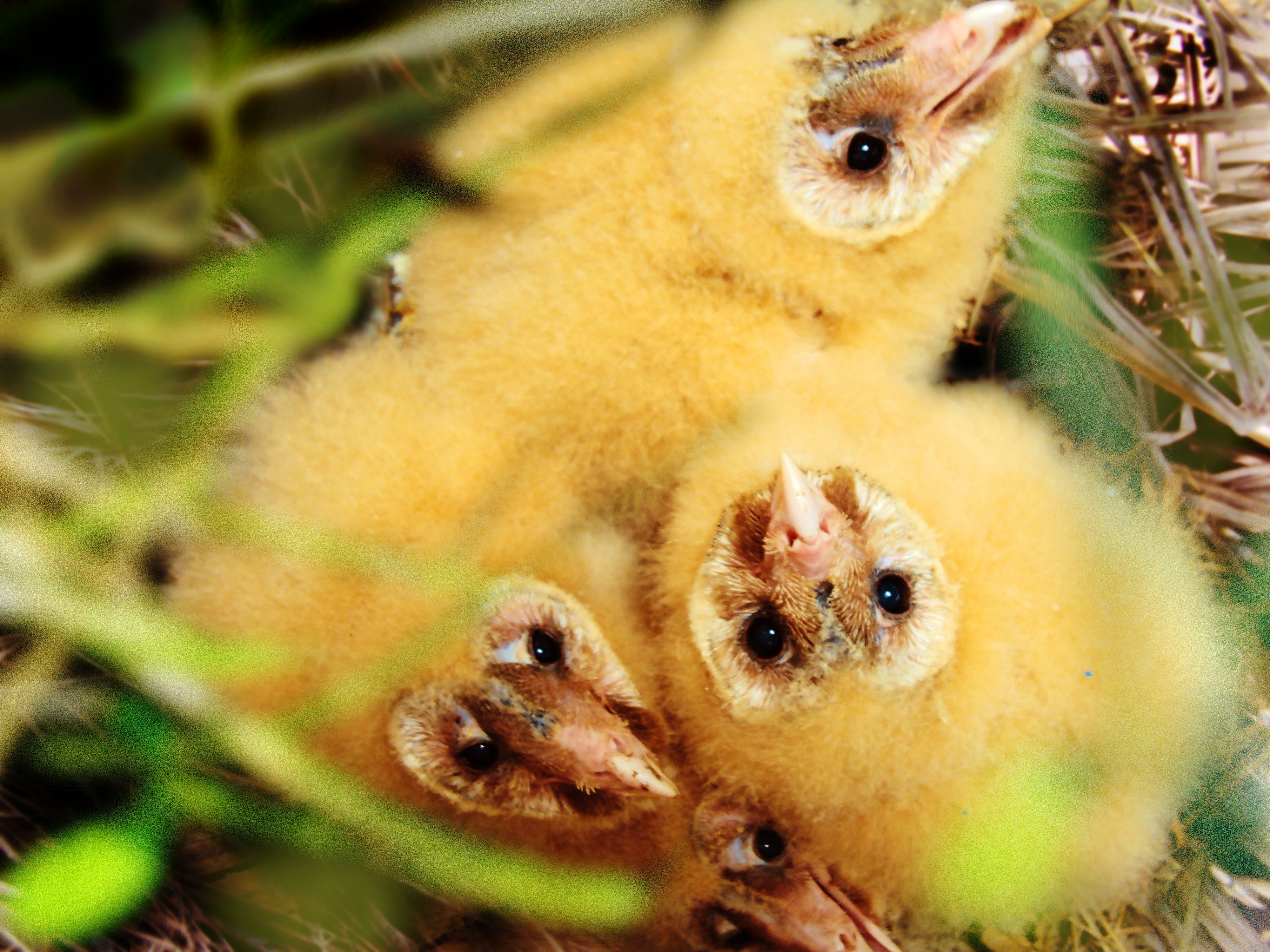
Jungvögel der Graseule

Die Graseule hat eine Länge von 32 bis 40 Zentimetern und ein Gewicht von 250 bis 582 Gramm. Die Beine aller Graseulen sind deutlich länger als die anderer Schleiereulenarten, was der indoaustralischen Graseule den wissenschaftlichen Namen longimembris = „langgliedrig“ einbrachte. Die Kapgraseulen haben ein rötlichbraunes Rückengefieder, in dem sich im Vergleich zu den indoaustralischen keine Anteile von gelb befinden, die mittleren Schwanzfedern sind bei ihnen außerdem einfarbig braun. Im Flug fällt bei der Graseule im Gegensatz zu ihrer afrikanischen Verwandten die Bänderung auf der Unterseite von Flügeln und Schwanz auf, wobei die Beine bei beiden Arten weit über den Schwanz hinausragen. Ansonsten unterscheiden sich die verschiedenen Unterarten in Größe und Färbung.

## Lebensweise
Namensgebend für die Art ist ihre Lebensweise in den Gras- und Steppengebieten ihres Verbreitungsgebietes. Graseulen leben am Boden und brüten auch hier. Tagsüber verstecken sich die Tiere in Grasbüscheln. Sie leben vor allem von Kleinsäugern wie verschiedenen Mäusen und Ratten sowie Spitzmäusen.

## Stimme
Die wenig ruffreudige Art gibt gelegentlich ein dünnes, hohes Kreischen von sich.

## Unterarten
Die asiatischen Formen finden sich auf der so genannten "Graslandstraße" von Indien über Teile Chinas, Taiwan, Kambodscha, Vietnam, Burma, Laos, Flores, Neukaledonien, Australien, Neuguinea und Fidschis. Dabei lebt etwa die Unterart T. l. papuensis im gebirgigen Grasland auf Südostneuguinea in Höhen von 5.000 bis 6.000 Metern. Sie unterscheidet sich von der Nominatform durch schlichteres Gesicht und helleres Gefieder.
In Südostchina findet sich T. l. chinensis mit cremefarbiger Unterseite sowie einem auffällig rosafarbenen Schleier und auf Taiwan T. l. pithecops. Weitere asiatische Formen sind T. l. melli auf dem asiatischen Festland, die besonders große und oben wenig dunkle T. l. amauronata von der Insel Luzon (Philippinen) und T. l. baliem von Westirian (Neuguinea). Die Nominatform T. l. longimembris findet sich über ein großes Gebiet von Südindien bis nach Ostaustralien und auf die Fidschi-Inseln. Die Vögel von Neukaledonien und den Fidschi-Inseln werden bisweilen als Unterart T. l. oustaleti bezeichnet.